# Spalangia nigra
Spalangia nigra är en stekelart som beskrevs av Pierre André Latreille 1805. Spalangia nigra ingår i släktet Spalangia och familjen puppglanssteklar. Arten är reproducerande i Sverige. Inga underarter finns listade i Catalogue of Life.